# Myra Melford

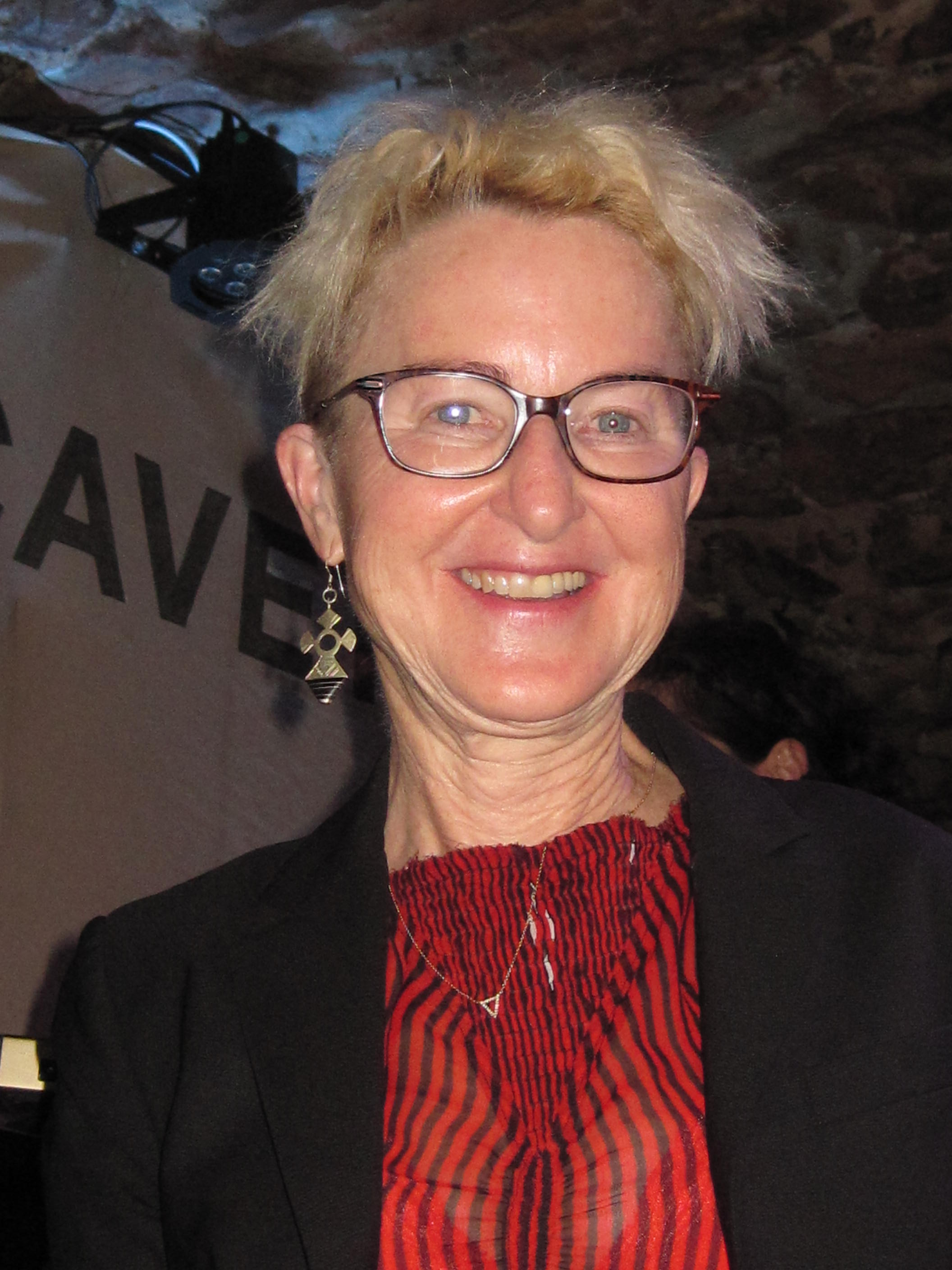
Myra Melford (2018)

Myra Melford (* 5. Januar 1957 in Evanston, Illinois) ist eine US-amerikanische Jazzpianistin und -komponistin.

## Leben und Wirken
Melford ist in Chicago aufgewachsen und studierte bis zum Abschluss 1981 am Evergreen State College Klavier und Komposition; ergänzend belegte sie Jazz am Cornish Institute in Seattle und Klavierpädagogik an der Manhattan School of Music. Daneben nahm sie Privatunterricht bei Jaki Byard, Henry Threadgill und Don Pullen. Nach ihrem Umzug nach New York City trat sie ab 1984 mit Butch Morris, Oliver Lake und Leroy Jenkins auf. 1986 kamen Soloauftritte hinzu.
1990 gründete sie ihr Trio mit Lindsey Horner und Reggie Nicholson, dass sie später mit Dave Douglas und Marty Ehrlich erweiterte. Sie leitete auch ein größeres Improvisationsensemble The Same River Twice (gleichnamige CD, 1996). Weiterhin spielte sie mit Fred Frith, Kirk Lightsey, Anne LeBaron, Han Bennink, Alister Spence und Marion Brandis, dem Soldier String Quartet und ihrer Gruppe Crush (u. a. mit Kenny Wollesen). Melford besuchte regelmäßig Europa und trat auf dem Moers Festival ebenso wie auf den Festivals von Leverkusen, Saalfelden, Willisau oder Verona auf.
Im Jahr 2000 hat sie sich bei einem Studienaufenthalt in Nordindien intensiv mit dem Harmonium beschäftigt. Melford ist auch für verschiedene Institutionen als Dozentin tätig; gegenwärtig lehrt sie an der University of California, Berkeley. Seit 1991 wurde sie im Kritikerpoll des Down Beat mehrfach als wichtiges neues Talent gewürdigt.
Im Mai 2018 war sie als Mitglied des Sextetts Boom Tic Boom von Allison Miller für zwei Konzerte während einer Europa-Tournee in Deutschland unterwegs.

## Diskographie (Auswahl)
- Alive in the House of Saints (1993)
- Even the Sounds Shine (HatHut Records, 1995)
- Dance Beyond the Color (2000)
- The Image of Your Body (Cryptogramophone, 2006)
- The Hole Tree Gone (Firehouse 12 Records, 2010)[1]
- Life Carries Me This Way (2013)
- Myra Melford + Ben Goldberg: Dialogue (BAG Production Records 2016)
- Alive in the House of Saints, Part 2 (hatOLOGY, 2018)
- Myra Melford / Snowy Egret: The Other Side of Air (2018)
- Myra Melford, Zeena Parkins & Miya Masaoka: MZM (Infrequent Seams, 2020)
- For the Love of Fire and Water (RogueArt, 2022)
- Hear the Light Singing (RogueArt, 2023)